# واد جمعه (استان غلیزان)
واد جمعه (استان غلیزان) (به عربی: واد الجمعة) یک شهرداری در الجزایر است که در استان غلیزان واقع شده‌است.
 واد جمعه ۱۷۹٫۸۵ کیلومتر مربع مساحت و ۲۳٬۴۸۰ نفر جمعیت دارد.